# Herdorf
Herdorf é um município localizada no distrito de Altenkirchen, na associação municipal de Verbandsgemeinde Altenkirchen, no estado da Renânia-Palatinado.